# Johann Nepomuk Schnabl
Johann Nepomuk Schnabl (Moosburg an der Isar, 5 ottobre 1853 – Monaco di Baviera, 16 giugno 1899) è stato un micologo tedesco.

## Biografia
Lavorò come insegnante a Zolling, Freising e Sendling (dal 1877).
Nel 1892 pubblicò Mykologische Beiträge zur Flora Bayerns.
È l'autorità binomiale della specie di funghi: Cryptomela allescheri, Curreya rehmii, Diplodia caraganae and Diplodia coluteae.